# G-Zero world
De term G-Zero world verwijst naar een wereld waarin geen enkel land of groep van landen de politieke en economische kracht en wil heeft om de internationale agenda te bepalen.
De term G-Zero werd voor het eerst genoemd door de politieke wetenschappers Ian Bremmer en David F. Gordon. G-Zero werd het hoofdthema van Ian Bremmers boek Every Nation for Itself: Winners and Losers in a G-Zero World (Portfolio, mei 2012).  